# Pablo Andrés Ibáñez
Pablo Andrés Ibañez Guevara (* 28. Oktober 1998) ist ein salvadorianischer Hürdenläufer, der sich auf die 400-Meter-Distanz spezialisiert hat und über diese Distanz aktuell Inhaber des Landesrekordes ist.

## Sportliche Laufbahn
Erste internationale Erfahrungen sammelte Pablo Andrés Ibañez im Jahr 2014, als er bei den Zentralamerika- und Karibik-Juniorenmeisterschaften in Managua in 55,57 s die Goldmedaille im 400-Meter-Hürdenlauf gewann und mit der salvadorianischen 4-mal-100-Meter-Staffel sowie mit der Sprintstaffel (1000 m) jeweils die Bronzemedaille gewann. Anschließend belegte er bei den belegte er bei den Zentralamerikameisterschaften in Tegucigalpa in 58,00 s den achten Platz im Hürdenlauf und gelangte im Dreisprung mit 13,19 m auf Rang sechs. Im November schied er bei den Jugendsüdamerikameisterschaften in Cali mit 55,08 s in der Vorrunde aus. Im Jahr darauf siegte er in 53,26 s über 400 m Hürden bei den Jugend-Zentralamerikameisterschaften in San Salvador und gewann dort zudem in 15,19 s die Bronzemedaille im 110-Meter-Hürdenlauf. Anschließend schied er bei den Jugendweltmeisterschaften in Cali mit 52,56 s im Halbfinale über 400 m Hürden aus. 2016 gewann er bei den CAC-Juniorenmeisterschaften in San José in 54,07 s die Silbermedaille und belegte in 50,12 s den fünften Platz im 400-Meter-Lauf. Bei den Zentralamerikameisterschaften in San Salvador in 53,38 s den fünften Platz und schied anschließend bei den U20-Weltmeisterschaften in Bydgoszcz mit 54,56 s in der ersten Runde aus. Im Jahr darauf gewann er bei den Zentralamerikameisterschaften in Tegucigalpa in 52,81 s die Bronzemedaille und anschließend gelangte er bei den U20-Panamerikameisterschaften in Trujillo mit 51,29 s auf Rang sechs. Dank einer Wildcard startete er im August bei den Weltmeisterschaften in London und kam dort mit 52,72 s nicht über die Vorrunde hinaus. Im Dezember gewann er bei den Zentralamerikaspielen in Managua in 50,82 s die Silbermedaille hinter dem Guatemalteken Gerber Blanco und gewann in der 4-mal-400-Meter-Staffel in 3:20,44 min die Bronzemedaille hinter den Teams aus Costa Rica und Nicaragua. 2018 gewann er bei den Zentralamerikameisterschaften in Guatemala-Stadt in 51,25 s die Bronzemedaille und anschließend belegte er bei den Zentralamerika- und Karibikspielen in Barranquilla in 49,96 s den siebten Platz und stellte damit einen neuen Landesrekord auf. Bei den NACAC-Meisterschaften in Toronto schied er mit 50,50 s im Halbfinale aus und belegte dann bei den Ibero-Amerikanischen Meisterschaften in Trujillo in 50,92 s den siebten Platz.
2019 gewann er bei den Zentralamerikameisterschaften in Managua in 50,96 s die Bronzemedaille über 400 m Hürden und sicherte sich in der 4-mal-400-Meter-Staffel in 3:17,98 min die Silbermedaille. Anschließend gewann er bei den U23-NACAC-Meisterschaften in Santiago de Querétaro in 50,96 s die Bronzemedaille hinter den US-Amerikanern Quincy Hall und Norman Grimes. Daraufhin nahm er an den Panamerikanischen Spielen in Lima teil und schied dort mit 50,70 s im Vorlauf aus. Im Jahr darauf siegte er in 50,58 s bei den Zentralamerikameisterschaften in San José und belegte in 47,54 s den vierten Platz über 400 Meter. Auch 2022 siegte er in 50,00 s bei den Zentralamerikameisterschaften in Managua und verzichtete im Finale über 400 Meter auf ein Antreten. Anschließend startete er erneut bei den Weltmeisterschaften in Eugene und schied dort mit 50,18 s in der ersten Runde aus. Im Jahr darauf gewann er bei den Zentralamerikameisterschaften in San José mit neuem Landesrekord von 48,56 s die Silbermedaille und anschließend siegte er in 49,34 s bei den Zentralamerika- und Karibikspielen in San Salvador. Im August schied er bei den Weltmeisterschaften in Budapest mit 50,01 s in der ersten Runde aus und verpasste dann bei den Panamerikanischen Spielen in Santiago de Chile mit 51,52 s den Finaleinzug. 2024 belegte er bei den Ibero-Amerikanischen Meisterschaften in Cuiabá in 49,65 s den vierten Platz.
2023 wurde Ibañez salvadorianischer Meister im 400-Meter-Hürdenlauf.

## Persönliche Bestleistungen
- 300 Meter: 33,85 s, 11. Februar 2023 in San Salvador (nationale Bestleistung)
- 400 Meter: 46,57 s, 27. Mai 2023 in Oordegem
- 600 Meter: 1:17,29 min, 14. März 2021 in San Salvador (nationale Bestleistung)
- 800 Meter: 1:50,85 min, 26. Juni 2022 in San Salvador (salvadorianischer Rekord)
- 400 Meter Hürden: 48,56 s, 6. Mai 2023 in San José (salvadorianischer Rekord)